# Khả năng thanh toán
Khả năng thanh toán, trong tài chính hoặc kinh doanh, là mức độ mà tài sản lưu động của một cá nhân hoặc tổ chức vượt quá nợ ngắn hạn của cá nhân hoặc tổ chức đó. Khả năng thanh toán cũng có thể được mô tả là khả năng của một công ty trong việc đáp ứng các chi phí cố định dài hạn và để hoàn thành việc mở rộng và tăng trưởng dài hạn. Đại lượng này được đo tốt nhất bằng cách sử dụng công thức cân bằng chất lỏng ròng (NLB). Trong công thức này, khả năng thanh toán được tính bằng cách cộng tiền và các công cụ tương đương tiền vào các khoản đầu tư ngắn hạn, sau đó trừ đi các khoản phải trả. Tồn tại các giao thức mật mã chứng minh cho nợ và tài sản, đặc biệt là trong không gian blockchain.